# James Van Allen
James Van Allen (Mount Pleasant, 7. rujna 1914. – Iowa City, 9. kolovoza 2006.), američki fizičar. Diplomirao (1936.) i doktorirao (1939.) na Sveučilištu u Iowi gdje je istraživao kozmičke zrake i vodio istraživanja visokih slojeva atmosfere raketama i balonima. Na osnovi podataka prikupljenih Geiger-Müllerovim brojilom postavljenim na umjetne satelite Explorer 1 i 4 te Pioneer otkrio je 1958. oko Zemlje pojasove električki nabijenih čestica u obliku dvaju torusa (prstenastih lukovica) koji zrače elektromagnetske valove (Van Allenovi pojasi zračenja).

## Van Allenovi pojasi
Van Allenovi pojasi zračenja ili Van Allenovi pojasi su područja oko Zemlje u kojima se zbog djelovanja Zemljina magnetskoga polja električki nabijene čestice (većinom protoni i elektroni, uz nešto malo alfa-čestica i iona kisika) gibaju velikim brzinama tvoreći snažan izvor elektromagnetskoga zračenja. Unutarnji Van Allenov pojas nalazi se na visini od 1 000 do 10 000 kilometara, a vanjski na visini od 13 000 do 60 000 kilometara. Treći, privremeni, Van Allenov pojas otkriven je u rujnu 2012. između unutarnjeg i vanjskog pojasa i trajao je oko mjesec dana. Pojasi nisu pravilna oblika ni jednoliko udaljeni od Zemlje jer ih Sunčev vjetar potiskuje na osvijetljenoj strani prema površini Zemlje, dok su na tamnoj strani razvučeni u svemir. Nazvani su prema svojem otkrivaču J. Van Allenu. Zbog velike prodorne moći čestica u njima mogu nastati oštećenja svemirskih letjelica, pogotovo kada se zbog pojačane Sunčeve aktivnosti povećaju energije čestica i nastanu geomagnetske oluje.

## Magnetosfera
Magnetosfera je područje oko planeta i njihovih satelita u kojem je magnetsko polje vretenasto oblikovano međudjelovanjem sa Sunčevim vjetrom. Magnetosferu ispunjavaju električki nabijene čestice iz Sunčeva vjetra, kozmičkih zraka, iz atmosfere planeta ili njegovih satelita koje međudjeluju s magnetskim poljem tijela. Zemljinu magnetosferu u smjeru Sunca ograničuje čeoni udarni val na udaljenosti 8 do 12 Zemljinih polumjera. Magnetosfera počinje 1 000 kilometara iznad Zemljina tla. Strana magnetosfere nasuprotna Suncu produžuje se u obliku repa daleko u međuplanetarni prostor. U magnetosferi se nalaze Van Allenovi pojasi pojačanoga elektromagnetskoga zračenja.